# Poste d'observation
Pour les postes d'observation astronomiques, voir Observatoire astronomique.

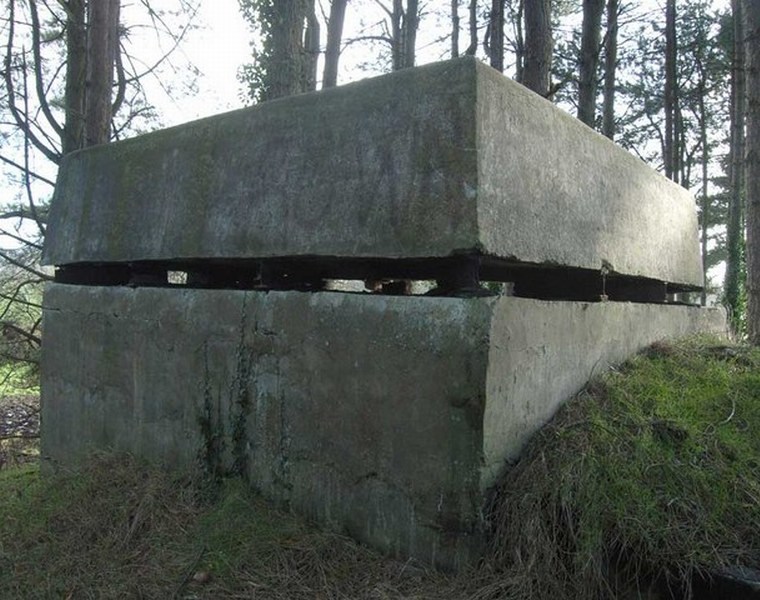
Un poste d'observation pour la coordination de la défense d’un terrain d'aviation.

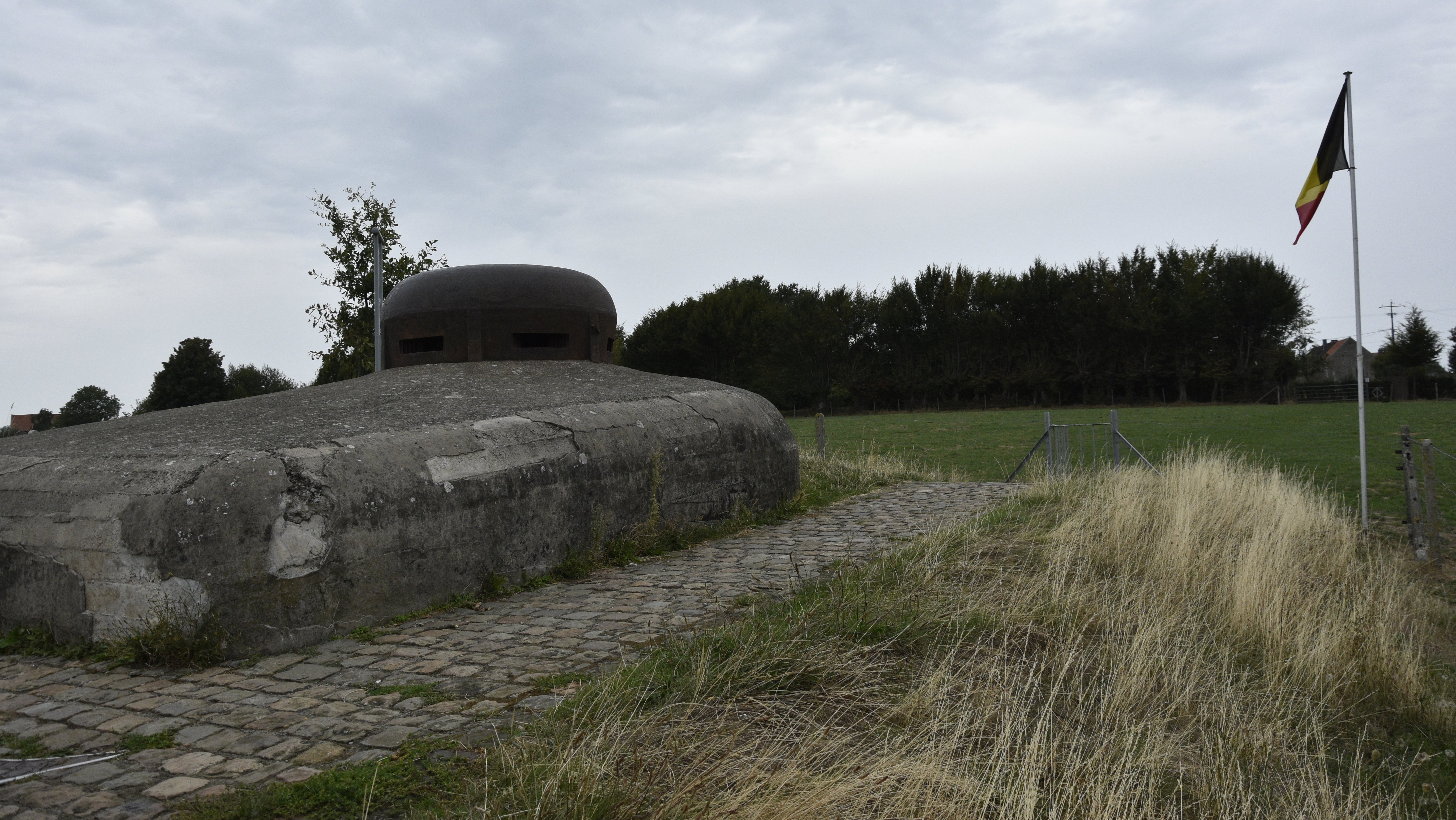
Un poste d'observation à Aubel (Belgique).

Un poste d'observation, temporaire ou fixe, est une position à partir de laquelle les soldats peuvent observer les mouvements ennemis, avertir des soldats qui approchent (comme dans la guerre des tranchées) ou diriger les tirs d'artillerie. Dans la terminologie militaire stricte, un poste d'observation est une position présélectionnée à partir de laquelle des observations doivent être faites, ce qui peut inclure des installations très temporaires comme un véhicule stationné à un point de contrôle routier ou même un aéronef.

## Installation
Lors de la sélection d'un poste d'observation (temporaire), les troupes entraînées doivent éviter les endroits évidents et visibles tels que les collines, les châteaux d'eau ou d'autres éléments de terrain isolés, et s'assurer que le poste d'observation est accessible. Ceci est particulièrement important car l'observateur dans le poste doit être relevé toutes les 20 à 30 minutes, car la vigilance diminue nettement après une telle durée.
Les postes d'observation devraient être dotés d'au moins deux personnes (plus, pour la rotation des équipes de défense et d'observation, si le poste doit être maintenu pour des durées longues), et devraient disposer d’un moyen de communication avec leur chaîne de commandement, préférentiellement filaire plutôt que par radio.

## Structure
Souvent placé en secret très près de l'ennemi, un poste d'observation est généralement une petite construction, souvent composée en grande partie de matériaux de camouflage et éventuellement d'une couverture contre les éléments météorologiques (pluie, neige, soleil, vent). Cependant, lorsque les lignes de front restent stables longtemps, un poste d'observation terrestre peut devenir une installation semblable à un bunker.
Durant la première guerre mondiale, de faux arbres étaient utilisés comme postes d'observation. 
Il n'est pas rare que les soldats occupent une « cache » pendant de longues périodes. Pour éviter la détection, ils doivent enlever tous leurs déchets, ceci est réalisé à l'aide de film plastique, de sacs en plastique et de bouteilles d'eau vides.
Un exemple de postes d'observation improvisés est l'église baptiste de Gaza, qui a été réquisitionnée par les troupes du Fatah et du Hamas pendant le conflit entre Fatah et le Hamas.